# Ліберті (Теннессі)
Ліберті (англ. Liberty) — місто (англ. town) в США, в окрузі Декальб штату Теннессі. Населення — 334 особи (2020).

## Географія
Ліберті розташоване за координатами 36°0′19″ пн. ш. 85°58′41″ зх. д. / 36.00528° пн. ш. 85.97806° зх. д. (36.005309, -85.977972).  За даними Бюро перепису населення США в 2010 році місто мало площу 2,91 км², уся площа — суходіл.

## Демографія
Згідно з переписом 2010 року, у місті мешкало 310 осіб у 133 домогосподарствах у складі 92 родин. Густота населення становила 107 осіб/км².  Було 159 помешкань (55/км²).
Расовий склад населення:
| - 99,4 % — білих |

До двох чи більше рас належало 0,6 %. Частка іспаномовних становила 0,6 % від усіх жителів.
За віковим діапазоном населення розподілялося таким чином: 23,2 % — особи молодші 18 років, 58,1 % — особи у віці 18—64 років, 18,7 % — особи у віці 65 років та старші. Медіана віку мешканця становила 43,8 року. На 100 осіб жіночої статі у місті припадало 92,5 чоловіків;  на 100 жінок у віці від 18 років та старших — 83,1 чоловіків також старших 18 років.
Середній дохід на одне домашнє господарство  становив 39 387 доларів США (медіана — 34 750), а середній дохід на одну сім'ю — 47 193 долари (медіана — 42 917). Медіана доходів становила 34 375 доларів для чоловіків та 33 750 доларів для жінок. За межею бідності перебувало 25,1 % осіб, у тому числі 41,7 % дітей у віці до 18 років та 25,5 % осіб у віці 65 років та старших.
Цивільне працевлаштоване населення становило 102 особи. Основні галузі зайнятості: виробництво — 26,5 %, освіта, охорона здоров'я та соціальна допомога — 20,6 %, будівництво — 16,7 %.